# Halectinosoma canaliculatum
Halectinosoma canaliculatum är en kräftdjursart som beskrevs av Por. Halectinosoma canaliculatum ingår i släktet Halectinosoma och familjen Ectinosomatidae. Inga underarter finns listade i Catalogue of Life.